# Balla Ica
Balla Ica (Ókeresztúr, 1927. február 9. – Győr, 2009. február 12.) Déryné- és Aase-díjas magyar színésznő, a Győri Nemzeti Színház Örökös Tagja.

## Életpályája
1943-ban táncosnői diplomával a Szegedi Nemzeti Színházban kezdte a pályát. 1949 és 1951 között a Pécsi Nemzeti Színháznál szerepelt. 1951 és 1987 között a győri Kisfaludy Színház tagja volt. 1968-1969-es évadban játszott az Állami Déryné Színháznál is. 1982-től nyugdíjas. Szubrettként, mezzoszopránként kezdte, majd drámai szoprán, primadonna lett. Minden zenés műfajban, de prózai szerepekben is foglalkoztatták nyugdíjas éveiben is. A Győri Nemzeti Színház örökös tagjaként 2009. február 12-én hunyt el.

## Fontosabb színházi szerepei
- Johann Strauss: A cigánybáró... Szaffi; Czipra
- Johann Strauss: A denevér... Adél
- Kacsóh Pongrác – Bakonyi Károly – Heltai Jenő: János vitéz... Iluska; Francia királykisasszony; Boszorkány
- Huszka Jenő: Lili bárónő... Lili bárónő
- Paul Burkhard: Tűzijáték... Karolina
- Örkény István: Macskajáték... Cs. Bruckner Adelaida
- Molnár Ferenc: A doktor úr... Marosiné
- Giuseppe Verdi: A trubadúr... Azucena
- Claude Magnier – Nádas Gábor – Szenes Iván: Mona Marie mosolya... Carlierné
- Szinetár György: A nemzet csalogánya... Blaha Lujza
- Lehár Ferenc: A víg özvegy... Glavári Hanna; Praskovia
- Lehár Ferenc: Luxemburg grófja... Fleury
- Kálmán Imre: Cigányprímás.. Colette de Commercy
- Kálmán Imre: Csárdáskirálynő... Cecília
- Kálmán Imre: A montmartre-i ibolya... páholyosnő
- Jacobi Viktor: Sybill... Borcsakova
- Pietro Mascagni: Parasztbecsület... Lucia
- Lionel Bart: Olivér!.. Mrs. Bedwin
- Arthur Miller: A salemi boszorkányok... Rebeka
- Móricz Zsigmond: Nem élhetek muzsikaszó nélkül... Borcs, szakácsné
- Mikszáth Kálmán: A Noszty fiú esete Tóth Marival... Répásyné
- Szabó Magda: Régimódi történet... Nánsyné
- Stendhal: Vörös és fekete... takarítónő
- Tennessee Williams: A vágy villamosa... nővér
- Csiky Gergely: A nagymama... Szerémi grófné

## Film, tv
- Csehov: Ványa bácsi (színházi előadás tv-felvétele)
- Tűzoltó utca 25. (1973)
- Komédiások – Színház az egész... (2000)...Icuka
- Zsaruvér és Csigavér I.: A királyné nyakéke  (2001)... Zamoreczkyné